# Guerra de Sicília (44 aC-36 aC)
La Guerra de Sicília (en llatí: Bellum Siculum) fou una revolta contra el Segon Triumvirat de la República Romana, que tingué lloc entre el 44 aC i el 36 aC. La revolta, liderada per Sext Pompeu, fill de Gneu Pompeu, fou finalment esclafada per les forces del Triumvirat.

## Antecedents
Sext Pompeu va lluitar al costat del seu pare, Gneu Pompeu Magne, contra Juli Cèsar durant la Segona guerra civil romana. Juli Cèsar va resultar guanyador i Pompeu va fugir a Egipte, però allà va ser traït i assassinat el 45 aC. El seu fill Sext, però, va aconseguir escapar i refugiar-se a Sicília.
Quan el 15 de març del 44 aC Juli Cèsar fou al seu torn assassinat, Octavi, Marc Antoni i Marc Emili Lèpid van formar el segon triumvirat al capdavant de la República. Aquests van redactar una llista de proscrits amb tots els enemics de Cèsar i, per tant, enemics seus, amb la finalitat de preparar-se per la Tercera guerra civil romana.

## Primeres victòries per Pompeu
El nom de Sext Pompeu es trobava a la llista i aquest va decidir reprendre la lluita del seu pare, aquest cop contra el segon triumvirat. Amb la seva base a Sicília, aviat va capturar diverses ciutats com Tíndaris, Miles i Messana. Siracusa es va unir a la revolta i les forces de Sext aviat esdevingueren un contingent a tenir en compte en la guerra que estava a punt d'esclatar, ja que disposava d'una gran flota de guerra i el suport de molts veterans de l'exèrcit del seu pare, més nombrosos esclaus que desertaven per unir-se a les seves forces.
La flota de Sext comptava amb experimentats mariners sicilians i almiralls reconeguts com Menes, Menècrates i Demòcares, així que Sext va aconseguir bloquejar Itàlia impedint el comerç amb altres províncies i sobretot, capturant els embarcaments de gra destinats a Roma. Això va suposar que el poble es revoltés i que els triumvirs es veiessin obligats a pactar la pau amb Sext, oferint-li el control de Sardenya, Còrsega, el Peloponnès i Sicília. Sext va acceptar en el que es coneix el Pacte de Misèn, rebutjant alhora acollir a més esclaus fugitius.

## La guerra
L'any 42 aC el Triumvirat guanyava la guerra contra els assassins de Cèsar a la decisiva batalla de Filipos i es trobaren en la situació de concentrar totes les seves energies en resoldre el problema de Sicília d'una vegada per totes.
Octavi va intentar envair l'illa el 38 aC, però els seus vaixells hagueren de tornar a port per mor del mal temps. El seu lloctinent, Agripa va tenir més èxit al tallar una part de la Via Heraclea i construir un canal que connectava el llac Lucrí amb la mar, formant un port anomenat Port Juli. Agripa va emprar aquest port per entrenar els seus vaixells en tàctiques de guerra naval, alhora que construïa una nova flota. Els nous vaixells d'Agripa eren més grans del que era habitual, per poder transportar més tropes d'infanteria, entrenades per lluitar en el mar abordant vaixells enemics. La tripulació la formaren esclaus a qui es va donar la llibertat. Marc Antoni va cedir 120 naus sota el comandament de Tit Estatili Taure i les dues flotes es posaren en marxa el 36 aC, mentre una tercera flota cedida per Lèpid salpava d'Àfrica per atacar Sicília.
A l'agost, mentre Octavi era derrotat i ferit a Tauromènion, Agripa aconseguia la victòria sobre Sext a prop de Miles. Poc més tard, Sext i Agripa es tornaven a enfrontar a la batalla de Nàulocs, sumant unes 300 naus. La flota d'Agripa eren més pesades i disposaven d'un artefacte d'abordatge (arpax) amb el que van bloquejar les naus enemigues, facilitant l'entrada en escena dels legionaris. Agripa només va perdre tres naus, mentre Sext en va perdre 28.
En aquesta batalla i els enfrontaments que seguiren, es calcula que les pèrdues humanes arribaren a 200.000, principalment entre les tropes de Sext i en les ciutats de Tíndaris i Messana, que foren saquejades.

## Fets posteriors
Sext va fugir de Sicília per refugiar-se a Mitilene, però allí fou capturat i executat sense judici per Marc Tici el Jove, home de Marc Antoni. Octavi va considerar que aquest acte no fou legal, perquè Sext era ciutadà romà i tenia dret a ser jutjat, i va utilitzar aquest argument contra les males pràctiques de Marc Antoni quan aquest es va convertir en el seu rival.
Primerament, però, Octavi es va enfrontar a Lèpid, ja que aquest havia ocupat Sicília i Octavi el va acusar de voler liderar una segona revolta, forçant-lo a marxar a l'exili i ser desposseït de tots els seus càrrecs excepte el de pontífex màxim. Totes les seves províncies foren a parar a mans d'Octavi.
Sicília es trobava devastada per la guerra, i la major part de les terres, buides i en runes, es repartiren entre els legionaris que havien lluitat en la guerra. D'aquesta manera Octavi es va guanyar la lleialtat dels nous habitants de Sicília i l'estabilitat que necessitava per la producció de gra que l'illa subministrava a Roma.
30.000 esclaus foren capturats i retornats als seus antics propietaris, però uns altres 6.000 foren empalats com a exemple.